# Fender Swinger
Le Fender Swinger, également connu sous le nom de Fender Musiclander et Fender Arrow du fait que le nom « Swinger » est généralement absent de la tête de manche, est un modèle de guitare électrique produit par Fender en 1969 et réédité par Fender Japan en 2019 en édition limitée. Il est estimé que le nombre total de production du modèle se situe entre 300 et 600 exemplaires. La Swinger est commercialisée à petite échelle comme une autre guitare accessible au débutant.

## Description
La Swinger est une guitare électrique de type solid-body équipée d'un corps plein en aulne et d'un manche vissé en érable avec une touche palissandre rapportée. Le diapason est plus court que celui utilisé habituellement par Fender ce qui destine l'instrument à un public débutant. Elle est équipée d'un seul micro simple bobinage incliné en position manche, d'un volume et d'une tonalité placée sur une plaque chromée provenant de la Fender Mustang et du pickgard de ce même modèle. La tête de manche est taillée en forme se flèche (d'où son surnom Arrow). Les finitions sont Daphne Blue, Candy Apple Red, Lake Placid Blue, Dakota Red et noir.

### Construction
La Fender Swinger a été développée sous la direction de Virgilio « Babe » Simoni, sans l'aide ni même l'implication du département recherche et développement de Fender. Simoni commence à travailler chez Fender en 1953 à l'âge de 16 ans. Il devient chef de produit au milieu des années 1960 où ses compétences sont appréciées au sein de l'entreprise. La mission de Simoni est d'utiliser l'excédent de pièces destinées à la production de différents modèles moins bien vendus tels que la Fender Bass V et la Fender Musicmaster ainsi que les manches destinés aux modèles débutants dont le diapason est plus court. Les corps utilisés sont redécoupés à la scie à ruban suivant un gabarit. Le modèle n'est jamais apparu sur aucune documentation promotionnelle Fender.

### Rééditions
La Fender Swinger ressort des carton après un absence presque totale d'existence. En 2019, Fender japan réédite deux modèles, presque à l'identique, en édition limitée. La Fender Swinger Limited Edition se décline en une version un seul micro en position manche et une version à deux micros. Les finitions proposées sont Lake Placid Blue, Candy Apple Red et Surf Green munies d'une touche comptant 22 frettes vintage.

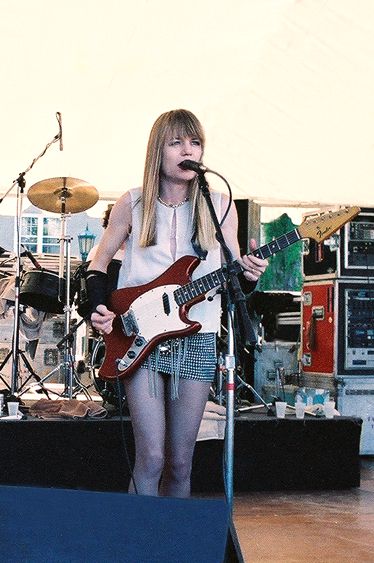
Tina weymouth tom tom club

## Datation des modèles
Comme la Swinger est construite à partir de pièces excédentaires, les composants individuels peuvent être plus anciens que la guitare. Par exemple, le manche peut être daté 1966 alors que toutes les Swinger sont assemblées en 1969. Les registres de production et de vente de Swinger ne sont pas très clairs et il est difficile de connaitre exactement le nombre d'instruments produits ou quelles pièces ont été utilisées sur chaque instrument.

## Notoriété
Lors de sa sortie au catalogue, la Swinger ne connait aucun engouement commercial et sa production reste réduite au temps nécessaire pour écluser les pièces destinées à être recyclées. Tina Weymouth de Talking Heads utilise une Swinger durant certaines apparitions publiques, comme on peut le voir dans le film du concert Stop Making Sense . Ben Kweller utilise une Swinger pour enregistrer la majorité de son album éponyme. Lydia Night du groupe The Regrettes utilise une Fender Swinger en concert, elle est visible sur la vidéo Seashore du groupe.